# Tang lễ Giáo hoàng Gioan Phaolô II
Tang lễ của Giáo hoàng Gioan Phaolô II được cử hành vào ngày 8 tháng 4 năm 2005, tức là sáu ngày sau khi ông qua đời vào ngày 2 tháng 4. Tang lễ liên tục bằng tuần cửu nhật cầu nguyện theo nghi thức Giáo hội Công giáo Rôma. Sau Thánh Lễ An Táng là Thánh Lễ Tưởng niệm trong khoảng thời gian này, công chúng được phép tham dự. Những vị cử hành Thánh Lễ này được luân phiên và thuộc vào trong bảy nhóm: nhà nguyện Giáo hoàng, giáo sĩ cư ngụ trong thành Vatican, Giáo phận Rôma, giáo sĩ thuộc các vương cung thánh đường chính tại Roma, Giáo triều Rôma, Giáo hội Đông Phương và cuối cùng là các dòng tu. Khi tuần cửu nhật kết thúc, Giáo hội Công giáo bước sang giai đoạn khác là các nghi thức và phụng vụ cho cuộc Mật nghị Hồng y bầu giáo hoàng mới.
Tang lễ của Giáo hoàng Gioan Phaolô II là sự kiện có sự tham dự của nhiều nguyên thủ quốc gia nhất cùng quy tụ trong một thời điểm, vượt qua cả tang lễ của Winston Churchill (1965) và của Josip Broz Tito (1980). Tổng cộng khoảng 200 chính khách và lãnh đạo tôn giáo, cụ thể: bốn vị vua, năm nữ hoàng, ít nhất là 70 tổng thống và thủ tướng, hơn 14 lãnh đạo tôn giáo tham dự cùng với tín hữu. Đây cũng có thể là sự kiện quy tụ Kitô hữu lớn nhất lịch sử, ước tính có hơn bốn triệu người tham dự tại Roma
.
Bên cạnh tang lễ được cử hành tại Vatican, tất cả tổng giám mục và giám mục Công giáo trên khắp thế giới đều cử hành thánh lễ tại nhà thờ chính tòa để giáo dân tưởng niệm và thương tiếc giáo hoàng. Như là một động thái hiếm hoi trong lịch sử, một số vị lãnh đạo các Giáo hội Tin Lành, Chính Thống giáo Đông phương cũng như Do Thái giáo, Hồi giáo và Phật giáo cũng tổ chức các buổi tưởng niệm và cầu nguyện theo nghi thức riêng để chia sẻ nỗi đau buồn của người Công giáo.
Đây là lần đầu tiên mà lãnh đạo Chính Thống giáo Đông phương và Anh giáo đến tham dự tang lễ của một vị giáo hoàng kể từ khi họ cắt đứt liên hệ với Roma trong quá khứ. Thượng phụ Đại kết Bartholomew I và Tổng Giám mục Rowan Williams của tòa Anh giáo Canterbury tham dự ở hàng ghế danh dự dành riêng cho các đoàn khách từ các giáo hội Kitô giáo không hiệp thông đầy đủ với Roma.

## Các nghi thức ngay khi giáo hoàng qua đời
Các nghi thức được tiến hành ngay sau khi một giáo hoàng qua đời vốn đã tồn tại trong nhiều thế kỷ. Nghi thức này luôn do Hồng y Nhiếp chính chủ trì. Ngày 22 tháng 2 năm 1996, qua Tông hiến Universi Dominici Gregis (Đoàn chiên phổ quát của Chúa), Giáo hoàng Gioan Phaolô II đã cho chỉnh sửa nhiều chi tiết trong nghi thức này theo chiều hướng tinh giản hơn.
Ngay khi Gioan Phaolô II trút hơi thở cuối cùng, Hồng y Nhiếp chính khi đó là Eduardo Martínez Somalo đã tháo chiếc nhẫn Ngư phủ ra khỏi ngón tay của giáo hoàng và thực hiện nghi thức hủy bỏ nó bằng cách dùng búa đập nát trước sự chứng kiến của các thành viên trong Hồng y Đoàn. Hành động này nhằm ngăn chặn việc tạo ra các tài liệu giả mạo trong thời điểm trống tòa giáo hoàng. Sau khi hủy chiếc nhẫn, Hồng y Martínez Somalo đã đóng cửa và niêm phong căn phòng riêng của giáo hoàng. Truyền thống này được thêm vào bắt nguồn từ việc trong quá khứ đã có nhiều hồng y đột nhập vào phòng giáo hoàng để lục soát sau khi ông qua đời.
Giấy chứng tử Giáo hoàng Gioan Phaolô II do Tiến sĩ Renato Buzzonetti - Giám đốc Sở Y tế và Môi sinh của thành quốc Vatican ký ngay trong buổi tối hôm đó. Tiếp theo, Hồng y Martínez Somalo ra lệnh Hồng y Joseph Ratzinger - niên trưởng Hồng y Đoàn - triệu tập mọi hồng y trên thế giới về Vatican để họp Mật nghị Hồng y bầu Giáo hoàng mới. Vatican tuyên bố rằng thi hài Giáo hoàng Gioan Phaolô II sẽ không được tẩm ướp và vẫn đang ở trạng thái bình thường mà không cần thêm phương pháp bảo quản. Nhiều người Ba Lan bày tỏ mong muốn đem phần tim của ông về quê hương Ba Lan chôn cất nhưng cũng không được Vatican đáp ứng.
Thánh lễ an táng Giáo hoàng Gioan Phaolô II là sự kiện trực tiếp lớn nhất trong lịch sử truyền hình.

### Kính viếng
Thi hài của Giáo hoàng Gioan Phaolô II được mặc áo Cassock màu trắng quen thuộc, dây Các Phép biểu tượng của thừa tác vụ linh mục được quàng quanh cổ ông. Ngoài cùng là áo lễ màu đỏ vì theo truyền thống Byzantine cổ đại, màu đỏ là màu tang lễ dành cho giáo hoàng hoặc các vị tông đồ tử nạn. Xung quanh cổ áo lễ còn có dây pallium màu trắng. Đầu ông đội mũ Zucchetto màu trắng bên trong và mũ Miter bên ngoài. Hai bàn tay được để trên ngực, ôm lấy cỗ Thánh Giá và tràng chuỗi Kinh Mân Côi. Ban đầu, thi hài của ông được quàn tại Căn hộ Giáo hoàng để các giáo sĩ cao cấp kính viếng, sau đó được đặt trong Vương cung thánh đường Thánh Phêrô do đội cận vệ Thụy Sĩ làm nhiệm vụ canh gác cho tín hữu đến viếng. 

### Thánh lễ cầu cho linh hồn
Thánh lễ đầu tiên trong thời gian tang lễ là Thánh Lễ Cầu cho Linh hồn do Hồng y Eduardo Martínez Somalo chủ tế vào ngày 3 tháng 4 năm 2005. Hôm đó là phụng vụ ngày Chúa Nhật trùng với việc cử hành Lễ Kính Lòng Chúa Thương Xót - một ngày lễ cũng do chính Giáo hoàng Gioan Phaolô II thiết lập. Thánh Lễ Cầu Hồn là nghi thức dành cho những người Công giáo vừa qua đời nhằm nguyện xin Thiên Chúa đón nhận linh hồn người đó vào thiên đàng. Cuối buổi là phần nguyện kinh Lạy Nữ Vương.

## Nghi thức truy điệu
Sau đó, thi hài của Giáo hoàng Gioan Phaolô II được đặt trên một kiệu nhà táng, đầu kê trên ba chiếc gối màu vàng, gần một cây Thánh Giá bằng gỗ và một cây nến phục sinh - biểu tượng Chúa Giêsu Kitô là ánh sáng của thế gian. Thi hài được di chuyển đến Thính phòng Clementine, nằm ở lầu hai của Điện Tông Tòa. Thời gian này là dành cho các đoàn chính quyền nước Ý đến viếng.
Ngày 4 tháng 4, thi hài Giáo hoàng Gioan Phaolô II được chuyển qua một kiệu bằng vải nhung màu đỏ, đầu ông kê trên ba chiếc gối màu đỏ viền vàng. Đội di quan mặc áo vest đen và đeo găng tay trắng, đứng hai bên. Hồng y Martínez Somalo chủ trì nghi thức. Ông làm phép thi hài Giáo hoàng bằng cách rảy nước thánh vào ba lần: bên phải, trên đầu và bên trái. Một thầy giúp lễ đưa cho vị hồng y bình trầm hương và ông xông lên ba lần hương.
Một đoàn rước dài bắt đầu di chuyển thi hài Giáo hoàng Gioan Phaolô II từ Thính phòng Clementine đi ngang qua dãy hành lang cột trụ của Điện Tông Tòa để tiến vào Quảng trường Thánh Phêrô, nơi mà nhiều người đang chờ đợi. Theo truyền thống, thi hài của Giáo hoàng phải được đưa đến một trong hai nơi là Vương cung thánh đường Thánh Phêrô hoặc Vương cung thánh đường Thánh Gioan Latêranô. Đoàn rước bao gồm các tu sĩ, linh mục, giám mục và cuối cùng là Hồng y Đoàn. Khi nghi lễ bắt đầu tiến hành, ca đoàn các tu sĩ bắt đầu hát xướng bình ca Gregoriano, và những người khác đáp lại mỗi câu bằng cụm từ "Xin Chúa thương xót chúng con" trong Kinh Thương Xót (Kyrie, eleison). Kinh Cầu Các Thánh cũng được hát lên. Sau tên mỗi vị thánh được xướng lên thì cộng đoàn đáp lại "Cầu cho chúng con".
Khi thi hài của Giáo hoàng được di chuyển lên các bậc thềm Vương cung thánh đường Thánh Phêrô, những người di quan nhẹ nâng phần đầu của Gioan Phaolô II đối diện với hàng chục ngàn người đang tràn ngập nơi quảng trường Thánh Phêrô. Hồng y Martínez Somalo lưu ý rằng đây là cái nhìn cuối cùng của Giáo hoàng Gioan Phaolô II trước toàn dân ở quảng trường. Đoàn rước tiến vào bên trong và thi hài Giáo hoàng được đặt trước bàn thờ của Vương cung thánh đường Thánh Phêrô. Cây nến phục sinh được thắp sáng, một phó tế đọc lời nguyện và Phúc Âm. Sau khi Hồng y Đoàn đã đến viếng thì họ rời khỏi nơi đó và vương cung thánh đường đóng cửa.

## Thánh lễ An táng
Lúc 10 giờ sáng (giờ Vatican) ngày 8 tháng 4 năm 2005, với tư cách là Niên trưởng Hồng y Đoàn, Hồng y Joseph Ratzinger đã chủ trì Thánh Lễ An táng Giáo hoàng Gioan Phaolô II. Hồng y này cũng là một trong những người bạn thân cận nhất của giáo hoàng quá cố, ông đã đảm trách hầu hết các nhiệm vụ giáo hoàng giao trong những ngày cuối đời. Đồng tế trong Thánh Lễ An táng là Hồng y Đoàn (với số lượng hiện diện là 157 và 164 vị hồng y ở các thời điểm khác nhau) và các thượng phụ của các Giáo hội Công giáo Đông phương. Theo quy định, các giáo hoàng phải được án táng bằng cách chôn cất trong khoảng từ ngày thứ bốn đến ngày thứ sáu sau khi ông qua đời. Vì vậy, Vatican đã chọn ngày Thứ Sáu là ngày cuối cùng.
Đây là lần đầu tiên mà Thánh Lễ An táng một vị giáo hoàng được truyền hình trực tiếp đến hầu hết các quốc gia trên thế giới. Ước tính có hơn 2 tỷ người theo dõi nhưng Giáo hội Công giáo tuyên bố chỉ có khoảng 1,3 tỷ người theo dõi dựa theo số lượng thành viên của họ. Có lẽ đây là tang lễ thu hút nhiều người theo dõi nhất trên truyền hình. Tang lễ của Gioan Phaolô II cho đến thời điểm ấy là tang lễ lớn nhất trong lịch sử thế giới. Để dân chúng tại Vương cung thánh đường Thánh Gioan Latêranô có thể theo dõi, nhiều màn hình kỹ thuật số khổng lồ đã được lắp đặt để truyền đi diễn tiến Thánh Lễ An táng từ Quảng trường Thánh Phêrô. Nhiều màn hình khác cũng được dựng tại một số địa điểm ở Roma, có cả trường đua Circus Maximus và khu dựng trại cho khách hành hương bên ngoài thành phố. 

### Nhập quan và di quan
Thánh Lễ An táng bắt đầu bằng việc đóng các cửa ra vào Đền thờ Thánh Phêrô. Chỉ có Hồng y Đoàn và các thượng phụ được phép vào bên trong. Trước khi thi hài Giáo hoàng Gioan Phaolô II được đặt vào một quan tài bằng gỗ bách, Tổng giám mục Stanisław Dziwisz - khi đó là thư ký của ông - đã đặt một tấm vải lụa trắng che mặt của Giáo hoàng (đây là một truyền thống bắt đầu từ thời Giáo hoàng Lêô XIII). Một điếu văn chi tiết cuộc đời và tác phẩm của Giáo hoàng Gioan Phaolô II do Tổng Giám mục Marini đọc bằng tiếng Latinh. Ngoài ra còn có ba túi nhỏ chứa các đồng tiền euro kim loại (vàng, bạc, đồng) được đặt bên cạnh thi hài. Mỗi túi này chứa các đồng mệnh giá 1 euro tương ứng cho mỗi năm trong Triều đại Giáo hoàng của ông. Đây là mức lương ông nhận được trên cương vị làm giáo hoàng, tổng cộng là khoảng €100. Sau nghi thức này, các cánh cửa của Đền Thờ Thánh Phêrô được mở ra. Hồng y Ratzinger và các vị hồng y đồng tế chuẩn bị rước quan tài của Giáo hoàng Gioan Phaolô II từ bên trong vương cung thánh đường ra bàn thờ bằng đá cẩm thạch ở giữa quảng trường Thánh Phêrô - nơi cử hành Thánh Lễ An táng.
Cuộc rước bắt đầu bằng kinh Requiem Aeternam ("Xin cho các linh hồn được nghỉ ngơi đời đời"), trong đó có các câu trích từ Thánh Vịnh 64 (65): "Lạy Thiên Chúa, ca tụng Ngài ở Xion thật là chính đáng". Một thầy giúp lễ cầm một quyển sách Phúc Âm bọc da màu đỏ mở ra và đặt trên quan tài.

### Phụng vụ Lời Chúa
Phần Phụng vụ Lời Chúa của Thánh Lễ An táng mở đầu bằng bài đọc trích từ sách Sách Công vụ Tông đồ 10:34-43, do bà Chile Alejandra Correa đọc bằng tiếng Tây Ban Nha. Đáp ca là Thánh Vịnh 22 (23). Bài đọc thứ hai do ông John McDonald đọc bằng tiếng Anh trích từ Thư gửi tín hữu Philípphê của Phaolô 3:20-04:01. Người đọc đã kết thúc bằng việc hát lên cụm từ "Verbum Domini" ("Đó là Lời Chúa"). Cộng đoàn hát đáp lại "Deo gratias" ("Tạ ơn Chúa").
Sau khi ca đoàn hát Alleluia, mọi người đứng lên để nghe bài Phúc Âm. Hồng y Ratzinger ban phép lành cho một phó tế người Anh thuộc Tổng giáo phận Birmingham là Paul Moss (hiện nay ông đã được thụ phong linh mục và hiện đang làm Giám đốc Ơn gọi của Tổng giáo phận Birmingham), phó tế này lên bục giảng để đọc Phúc Âm. Ông mở đầu bằng việc hát: "Tin Mừng theo Gioan", cộng đoàn đáp: "Lạy Chúa, ngợi khen Chúa". Sau đó ông đọc đoạn Phúc Âm bằng tiếng Latinh. Đoạn Phúc Âm hôm đó là Gioan chương 6, ở câu 40 nói: "Thật vậy, ý của Cha tôi là tất cả những ai thấy người Con và tin vào người Con, thì được sống muôn đời, và tôi sẽ cho họ sống lại trong ngày sau hết". Sau đó thầy Moss đọc hát đoạn Phúc Âm Gioan chương 21, câu 15 đến 19 kể về một cuộc đối thoại giữa Chúa Giêsu và Phêrô. Chúa Giêsu hỏi Phêrô ba lần: "Con có yêu mến Thầy không?" và ông trả lời là có. Sau đó, Giêsu nói với người môn đệ của mình rằng "Hãy theo Thầy". Phó tế nâng quyển sách lên và hát "Verbum Domini" (Đó là Lời Chúa). Cộng đoàn đáp: "Lạy Chúa Kitô, ngợi khen Chúa".

### Bài giảng
Sau khi hôn sách Phúc Âm, Hồng y Ratzinger đứng trước toàn thể mọi người diễn giải bài giảng lễ, trong đó ông đã liên hệ đến đời sống và sự phục vụ của Giáo hoàng Gioan Phaolô II. Ban đầu, ông nói bằng tiếng Ý để ngỏ lời chào đón các quan khách chính trị và tôn giáo đến tham dự Thánh Lễ, và sau đó, hồng y Ratzinger đề cập đến câu chuyện làm thế nào mà chàng trai trẻ Karol đã đáp lại tiếng Chúa gọi "Hãy theo Ta!" để trở thành một linh mục sau khi cảm nghiệm được sự đàn áp của Đức Quốc xã. Hồng y Ratzinger cũng kể về cuộc đời của Gioan Phaolô trong từng giai đoạn khi làm Giám mục, hồng y, và Giáo hoàng. Theo đó, Gioan Phaolô II thường xuyên áp dụng Kinh Thánh vào đời sống và ông có lòng sùng kính Đức Mẹ Maria và Lòng Chúa Thương Xót một cách sâu sắc. Hồng y Ratzinger kết thúc bài giảng bằng những lời này:
Không ai trong chúng ta lại có thể quên được Chủ Nhật Phục Sinh cuối cùng của đời Ngài, Đức Thánh Cha, dẫu đau khổ tột bực, vẫn một lần nữa tiến ra cửa sổ của Dinh Thự Tông Đồ, và lần cuối cùng, Ngài chúc phúc cho chúng ta, "urbi et orbi" Chúng ta có thể chắc được rằng vị Giáo hoàng khả kính của chúng ta ngày hôm nay, cũng đang đứng tại cửa sổ của Nhà Cha, để nhìn xuống và chúc phúc cho tất cả chúng ta. Vâng, hãy chúc phúc cho chúng con, hỡi Đức Thánh Cha!
Chúng con xin tín dâng lên linh hồn của Ngài vào bàn tay mẫu từ của Mẹ Thiên Chúa, và cũng là Mẹ của chúng con, Người đã hướng dẫn Ngài mỗi ngày, và sẽ hướng dẫn Ngài hôm nay và mãi cho đến phúc vĩnh cửu của Người Con của Mẹ, là Chúa Giêsu Kitô, và là Thiên Chúa của chúng con.
Với bài giảng này, Hồng y Ratzinger đã chiếm được sự đồng cảm của những người tham dự. Nhiều lần, phần giảng của ông bị gián đoạn vì đám đông lên tiếng vỗ tay.
Sau đó, Kinh Tin Kính Nicene được hát bằng tiếng Latinh. Lời nguyện tín hữu được đọc bằng tiếng Ý, tiếng Pháp, tiếng Swahili, tiếng Tagalog, tiếng Ba Lan, tiếng Đức và tiếng Bồ Đào Nha.

### Phụng vụ Thánh Thể
Phần sau của Thánh Lễ An Táng là Phụng vụ Thánh Thể. Hồng y Ratzinger và các hồng y đồng tế đến đứng xung quanh bàn thờ để thánh hiến bánh và rượu. Trong đó, nghi thức quan trọng nhất đối với người Công giáo là truyền phép Thánh Lễ (khi linh mục đọc lại những lời mà Chúa Giêsu nói trong bữa ăn tối cuối cùng), họ tin rằng bánh và rượu sẽ được biến đổi thần tính thành mình và máu Chúa Kitô. Vì tin như vậy nên người Công giáo thờ phượng Chúa Kitô qua Bí tích Thánh Thể.
Sau kinh nguyện Thánh Thể và các lời nguyện khác là Kinh Chiên Thiên Chúa (Agnus Dei). Sau đó, Thánh Thể được phát cho người Công giáo tại Quảng trường Thánh Phêrô. Khi cộng đoàn đã nhận được Thánh Thể thì ca đoàn hát Thánh Vịnh 129 (130). Lời bài hát nói rằng: "Từ vực thẳm, con kêu lên Ngài, lạy Chúa, muôn lạy Chúa, xin Ngài nghe tiếng con."'. Sau phần Phụng Vụ Thánh Thể, cả đám đông trên đường phố của Vatican vỗ tay, vẫy cờ và biểu ngữ hô vang "Santo Subito!" (xin phong thánh ngay đi!) và "Giovanni Paolo Santo" (Thánh Gioan Phaolô), có cả tiếng hô vang "Magnus" (vĩ đại).

### Nghi thức tiễn biệt
Sau khi giáo dân rước lễ, Hồng y Ratzinger chủ sự nghi thức tiễn biệt. Ông yêu cầu các vị hồng y và các thượng phụ nghi lễ Đông phương quy tụ quanh quan tài của Giáo hoàng Gioan Phaolô II, còn giáo dân được kêu gọi bắt đầu cầu nguyện: "Thưa anh chị em, chúng ta hãy phó thác linh hồn của Đức Giáo hoàng Gioan Phaolô II cho lòng thương xót dịu dàng nhất của Thiên Chúa... Xin Maria... cầu bầu với Thiên Chúa để Ngài có thể cho đức giáo hoàng của chúng ta thấy nhan thánh Con Chúa và an ủi Giáo hội với ánh sáng phục sinh."
Ca đoàn hát Kinh Cầu Các Thánh, các kinh cầu tương tự đã được đọc lên trong đám rước di quan từ Thính đường Clementine trong Điện Tông Tòa đến Vương cung thánh đường Thánh Phêrô.
Sau khi hát Kinh Cầu Các Thánh, các thượng phụ, tổng Giám mục và của Giáo hội Công giáo Đông phương đến gần quan tài Giáo hoàng Gioan Phaolô II để cử hành các nghi lễ tiễn biệt riêng của họ. Sau đó, các thượng phụ cùng với toàn bộ Hồng y đoàn chứng kiến nghi thức rảy nước phép trên quan tài. Hồng y Ratzinger tiến hành xông hương, trong khi một vài giáo sĩ của Giáo hội Đông Phương thực hiện nghi lễ Byzantine trong tiếng Hy Lạp và tiếng Ả Rập. Thánh Lễ An táng chính thức kết thúc với bài hát: "Xin các thiên thần đi cùng ngài vào thiên đường, xin các vị tử đạo chào đón ngài và dẫn ngài đến Thành Thánh Jerusalem."
Khi các người khiêng mang quan tài đi về phía lối vào của Vương cung thánh đường Thánh Phêrô để an táng, cộng đoàn tham dự đã vỗ tay và reo hò như một cử chỉ tiễn biệt cuối cùng. Quan tài sau đó được quay 180 độ để đối mặt với cộng đoàn khiến đáng đông vỗ tay và reo hò sôi nổi hơn trước khi được đưa ra khỏi khu vực công chúng. Hồng y Ratzinger bàn giao quyền thực hiện nghi thức an táng cho Hồng y Martínez Somalo, Hồng y nhiếp chính.

## Các phái đoàn tham dự
Tang lễ Giáo hoàng Gioan Phaolô II quy tụ trên 200 phái đoàn trên thế giới về tham dự và khoảng 5 triệu tín hữu Công giáo. Đây được coi là tang lễ lớn nhất thế giới. Nhiều vị quân chủ cùng hoàng tộc cũng tham dự. Đặc biệt, trong thời gian đám tang Giáo hoàng Gioan Phaolô II diễn ra, nhiều nước trên thế giới đã cử hành nghi thức quốc tang, cấm mọi hoạt động vui chơi trong vòng 4–5 ngày.